# Hàng không năm 1946
Đây là danh sách các sự kiện hàng không nổi bật xảy ra trong năm 1946:

## Các sự kiện

### Tháng 1
- 10 tháng 1 - Một chiếc Sikorsky R5 lập một kỷ lục không chính thức về độ cao, đạt 6.400 m (21.000 ft) tại Stratford, Connecticut.
- 26 tháng 1 - Đại tá William Councill lập một kỷ lục về thời gian bay xuyên qua nước Mỹ trong 4 giờ 13 phút trên một chiếc Lockheed P-80 Shooting Star

### Tháng 2
- 6 tháng 2 - Hãng hàng không TWA thực hiện chuyến bay quốc tế đầu tiên, từ New York đến Paris
- 11 tháng 2 - Hoa Kỳ và Anh thực hiện đàm phán Hiệp định Bermuda, hiệp định song phương đầu tiên quy định về vận tải hàng không. 2 quốc gia thống nhất thành lập Hiệp hội Vận tải Hàng không Quốc tế.

### Tháng 3
- 8 tháng 3 - Bell 47 được chứng nhận là loại trực thăng thương mại đầu tiên.
- 21 tháng 3 - Bộ tư lệnh không quân chiến lược thuộc Không quân Quân đội Hoa Kỳ được thành lập.

### Tháng 5
- 31 tháng 5 - Sân bay London Heathrow được chính thức mở cửa.

### Tháng 6
- 15 tháng 6 - Phi đội bay biểu diễn mới được thành lập của Hải quân Hoa Kỳ, Blue Angels, thực hiện cuộc biểu diễn công công đầu tiên tại Craig Field ở Jacksonville, Florida.
- 21 tháng 6 - một chiếc P-80 Shooting Star thuộc USAF mang bưu phẩm trang bị động cơ phản lực.

### Tháng 7
- 1 tháng 7 - một chiếc B-29 Superfortress thả một quả bom nguyên tử xuống đảo san hô vòng Bikini trong một vụ thử vũ khí hạt nhân.
- 21 tháng 7 - Một chiếc McDonnell FH Phantom thực hiện một cuộc hạ cánh đầu tiên bằng một động cơ phản lực trên tàu sân bay USS Franklin D. Roosevelt

### Tháng 9
- 7 tháng 9 - một chiếc Gloster Meteor thuộc Không quân Hoàng gia đã lập một kỷ lục thế giới mới về tốc độ bay, đạt vận tốc 615.65 mph (990.79 km/h), chiếc máy bay được điều khiển bởi đại úy E.M. Donaldson khi bay trên bờ biển ở West Sussex, Anh.
- 16 tháng 9 - hãng hàng không của Ý là Alitalia được thành lập.
- 19 tháng 9 - hãng hàng không của Bồ Đào Nha là Transportes Aéreos Portugueses (TAP) được thành lập.
- 27 tháng 9 - Geoffrey de Havilland Jr đã chết khi chiếc máy bay de Havilland DH.108 nổ tung giữa không trung.
- 29 tháng 9 - một chiếc Lockheed P2V Neptune của Hải quân Hoa Kỳ lập một kỷ lục mới về quãng đường bay là 11.235 miles (18.082 km)

### Tháng 10
- 3 tháng 10 – ở biên giới Đức, một chiếc Douglas C-54 4 động cơ có tên gọi là 'Flagship New England' đã đâm vào một dốc núi bên ngoài Stephenville, Newfoundland và Labrador. Đây là chuyến bay thuộc hãng hàng không American Overseas Airlines, chở phần lớn vợ con của các quân nhân Mỹ phục vụ ở Đức sau Chiến tranh thế giới II. Toàn bộ 39 hành khách đều thiệt mạng. Vào thời điểm đó, đây là tai nạn tồi tệ nhất trong hàng không dân dụng của Mỹ.

### Tháng 11
- 23 tháng 11 - một chiếc Avro Lancastrian trang bị đông cơ phản lực tuabin Rolls-Royce Nenen được công nhận với chuyến bay vận chuyển hành khách quốc tế đầu tiên trên máy bay phản lực từ London đến Paris. Chuyến bay chỉ mất 41 phút.

## Chuyến bay đầu tiên
Tháng 1
- 19 tháng 1 - Bell X-1 (unpowered)

Tháng 2
- 28 tháng 2 - Republic XP-84 Thunderjet 45-54975

Tháng 4
- 24 tháng 4 - Mikoyan-Gurevich I-300, máy bay phản lực đầu tiên của Liên Xô
- 24 tháng 4 - Yakovlev Yak-15 (3 giờ sau khi I-300 cất cánh)

Tháng 5
- 17 tháng 5 - Douglas XB-43, máy bay ném bom phản lực đầu tiên của Mỹ 44-61508

Tháng 6
- 6 tháng 6 - Aérocenter NC.3020 Belphégor
- 7 tháng 6 - Short Sturgeon mẫu thử nghiệm RK787
- 25 tháng 6 - Northrop XB-35 máy bay ném bom cánh lớn 42-13603

Tháng 7
- 7 tháng 7 - Hughes XF-11
- 27 tháng 7 - Supermarine Attacker mẫu thử nghiệm TS409

Tháng 8
- 8 tháng 8 - Convair XB-36 42-13570

Tháng 9
- 11 tháng 9 - Lavochkin La-150
- 11 tháng 9 - North American XFJ-1, mẫu thử nghiệm của FJ Fury, máy bay phản lực đầu tiên hoạt động trong Hải quân Hoa Kỳ

Tháng 11
- 11 tháng 11 - SNCASO SO-6000 Triton, máy bay phản lực đầu tiên của Pháp
- 11 tháng 11 - Avions Fairey Belfair OO-TIA
- 13 tháng 11 - Sukhoi Su-9
- 16 tháng 11 - Saab 90 Scandia mẫu thử nghiệm SE-BCA

Tháng 12
- 12 tháng 12 - Westland Wyvern TS371

## Bắt đầu hoạt động
Tháng 9
- 1 tháng 9 - Vickers Viking trong hãng hàng không British European Airways (G-AHOP)
- 30 tháng 9 - Short S.26 trong BOAC Golden Hind (G-AFCI)